# مقام صبر (آلبوم)
مقام صبر آلبومی است به آهنگسازی پرویز مشکاتیان با صدای علیرضا افتخاری که با گروه عارف در راست پنجگاه اجرا شده‌است که در سال ۱۳۷۳ منتشر شده‌است.

## قطعات
| نام ترانه                 | ترانه‌سرا                  | آهنگساز        |
| ------------------------- | ------------------------- | -------------- |
| تصنیف مقام صبر            | حافظ                      | پرویز مشکاتیان |
| تکنوازی سنتور             |                           | پرویز مشکاتیان |
| چند مضراب پنجگاه          |                           |                |
| سؤال و جواب گروه و آواز   | ابوسعید ابوالخیر          | پرویز مشکاتیان |
| تصنیف صنم                 | عارف قزوینی، فریدون مشیری | پرویز مشکاتیان |
| سه تار و آواز             |                           |                |
| تصنیف هر شب من و دل       | میرزا حبیب خراسانی        | پرویز مشکاتیان |
| سنتور و آواز              |                           |                |
| قطعهٔ کاروانیان            |                           | پرویز مشکاتیان |
| تار و آواز                |                           |                |
| تصنیف پروانه              | مولانا                    | پرویز مشکاتیان |
| تصنیف بیا تا گل برافشانیم | حافظ                      | پرویز مشکاتیان |

## دست‌اندرکاران
سنتور: پرویز مشکاتیان
قیچک: حسین فرهادپور
نی: عبدالنقی افشارنیا
تار: بهرام ساعد
تار: کیوان ساکت
کمانچه: درویش رضا منظمی
کمانچه: کوروش بابایی
بربط: محمد دلنوازی
سنتورباس: محمد آذری
دف: مسعود حبیبی
تنبک: محمود فرهمند